# Большой Камышлак
Большой Камышлак — река в России, протекает по Саратовской области.

## География и гидрология
Большой Камышлак левобережный приток реки Камелик, её устье находится в 130 километрах от устья Камелика. Длина реки — 60 километров. Площадь водосборного бассейна — 1150 км².
Имеет правый приток — река Солянка.
На реке расположены села Балаши, Камышлак, Новочерниговка.

## Данные водного реестра
По данным государственного водного реестра России относится к Нижневолжскому бассейновому округу, водохозяйственный участок реки — Большой Иргиз от истока до Сулакского гидроузла. Речной бассейн реки — Волга от верхнего Куйбышевского водохранилища до впадения в Каспий.
Код объекта в государственном водном реестре — 11010001612112100009926.